# Синиша Пауновић
Синиша Пауновић (Чачак, 25. август 1903 — Београд, 9. април 1995) био је новинар, књижевник, преводилац са бугарског језика, колекционар ликовних дела и значајне документарне грађе.

## Биографија
Синиша Пауновић је рођен 25. августа 1903. године у Чачку у многочланој и сиромашној породици Светозара Пауновића и Радојке Пуновић. Синишин отац Светозар је био кафеџија, али запада у дугове због којих је изгубио кафану. Након губитка кафане, Светозар се запошљава као приучени телефониста на пошти и железници. Синишина мајка, Радојка Милошевић, била је ћерка богатог опанчара Василија. Након очевог банкротства Радојка напушта гимназијско школовање и за живот зарађује бавећи се ручним радом. Удаје се за Светозара 1898. године..

## Образовање и рад
Синиша Пауновић основну школу и гимназију завршава у родном месту, а 1922. године по очевој жељи уписује се на Грађевински факултет у Београду. Након две године студирања закључује да га далеко више привлачи књижевност и писање којим је почео да се бави још пре доласка у Београд. Своју каријеру новинара започиње у дневном листу „Политика“. У „Политици“ је радио од 1926. до 1971. године, а након одласка у пензију наставио је да ради као хонорарни сарадник овог листа. Упоредо са новинарским радом, студирао је историју књижевности на Филозофском факултету у Београду. Дипломирао је 1933. године.
Пред Други светски рат био је дописник „Политике“ из Бугарске. У немогућности да се врати у земљу, нашао се прво у Русији, да би затим преко Турске и Сирије стигао у Палестину, у Јерусалиму се придружио избегличкој краљевској влади, у нади да ће се његово путовање завршити одласком у Лондон. Међутим, због несугласица са Јованом Ђоновићем, владиним делегатом на Средњем истоку, интерниран је на југ Африке, у Кејптауну, где је остао до краја рата.
По завршетку рата вратио се у Југославију и на предлог тадашњег директора „Политике“, Владислава Рибникара, поново се запослио у својој редакцији на месту уредника Београдске хронике. Од тада, неуморно пише о многим личностима и темама из света културе, науке и уметности, одржавајући присне везе са бројним уметницима, културним и јавним радницима. Као новинар и писац био је активан и након пензионисања, све до смрти 9. априла 1995. године.  1024047031
Био је први муж глумице СНП Софије Перић-Нешић.

## Дела
- Из кутова душе, 1927.
- Песникове молитве, 1928.
- Они и ми, 1930.
- Такмаци, 1931.
- На раскршћу, 1932.
- Манастир Никоље у Овчарској-кабларској клисури, 1936.
- Крвава православна литија у Београду: на дан 19. јул 1937 године, 1937.
- Пуста земља, 1948.
- Писци изблиза, 1958.
- Црне приче, 1959.
- Трагом њиховог детињства, 1959.
- Србија које нема, 1971.
- Добрица говори, 1980.
- Драинац песник и боем, 1981.
- Бора Станковић и Бранислав Нушић иза завесе, 1985.
- Присине, 2003.
- Када су летеле камилавке, 2006.